# Mostečno
Mostečno este o localitate din comuna Makole, Slovenia, cu o populație de 161 de locuitori.